# 马里奥·安德拉德
马里奥·劳尔·德·莫来斯·安德拉德（Mário Raul de Morais Andrade，1893年10月9日—1945年2月25日）是巴西诗人、小说家、音乐学者、艺术史学家和评论家，以及摄影家。他是巴西现代主义的创始人之一，其1922年出版的诗集《幻觉之城》是巴西现代诗歌的开端。他对20世纪巴西诗歌产生了巨大影响，并且是民族音乐学的先驱者之一。